# 阿里·邦戈·翁丁巴
阿里·邦戈·翁丁巴（法語：Ali Bongo Ondimba，1959年2月9日—），本名阿蘭·貝爾納·邦戈（法語：Alain Bernard Bongo），是一位加蓬政治人物，自2009年10月16日担任加蓬總統，直至2023年8月30日大选后遭軍人推翻。他同时也是加蓬民主黨的黨魁。

## 政治生涯
阿里·邦戈是前总统哈吉·奥马尔·邦戈的儿子，奥马尔自1967年直到2009年去世一直担任加蓬總統。在父亲担任总统期间，1989年至1991年他担任外交部长，1991年至1999年任邦戈维尔在国民议会的副代表，随后1999年至2009年他担任国防部长。2009年他父亲去世后，在该年8月的总统大选中他成为加蓬民主黨（PDG）的总统候选人。根据官方结果，他以42％的得票率赢得了大选。
2023年8月30日，阿里·邦戈在政變爆發後遭到推翻。

## 家庭成员
阿里·邦戈有过两次婚姻。他的第一任妻子是一位来自加利福尼亚州洛杉矶的美国人。
他的第二任妻子希維婭·邦戈·翁丁巴在法国巴黎出生，她的父亲是一名保险公司的总裁，母亲是哈吉·奥马尔·邦戈的秘书。兩人在1989年結為夫妻，他们婚后育有四个孩子，有一个女儿和三个儿子。

## 個人生活
邦戈在青年时期曾经是名运动员，参加过铁饼比赛，他也参加过在非洲举办的几个小的斯诺克比赛。